# Jean de Laborde
Pour les articles homonymes, voir de Laborde.
Ne doit pas être confondu avec Jean de Laborde-Noguez.
 (décembre 2014).
Si vous disposez d'ouvrages ou d'articles de référence ou si vous connaissez des sites web de qualité traitant du thème abordé ici, merci de compléter l'article en donnant les références utiles à sa vérifiabilité et en les liant à la section « Notes et références ».
Jean de Laborde (comte Jean Joseph Jules Noël de Laborde), né le 29 novembre 1878 à Chantilly et mort le 30 juillet 1977 à Castillon-la-Bataille, est un amiral français, grand-croix de la Légion d'honneur et médaillé militaire
Il est connu pour avoir ordonné le sabordage de la flotte française à Toulon le 27 novembre 1942 afin d'éviter qu'elle ne tombe aux mains des Allemands.

## Biographie

### Début de carrière dans la marine et Première Guerre mondiale
Laborde entre à l'École navale en 1895. il en sort aspirant en 1897.
Enseigne de vaisseau, Jean de Laborde commence sa carrière en Extrême-Orient en 1897. En 1900, il participe à la campagne en Chine après la révolte des Boxers. Il est promu lieutenant de vaisseau en 1908, à son retour en France.
Après deux ans passé au Maroc, il retourne en Chine à bord du croiseur cuirassé Dupleix. Il apprend à piloter les avions et obtient son brevet de pilote en 1914. Pendant la Première Guerre mondiale, il commande une escadrille et plus tard il est nommé commandant du centre d’aviation maritime de Dunkerque.

### L'entre-deux-guerres

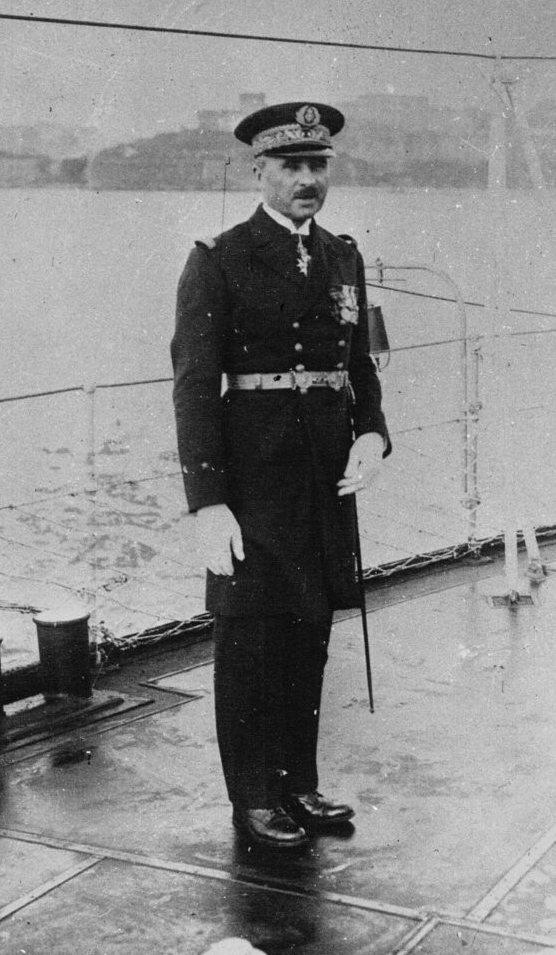
Le vice-amiral de Laborde en 1937.

Pionnier de l'aéronautique navale, le capitaine de vaisseau de Laborde prend en 1925 le commandement du Béarn, premier porte-avions français. Il est alors chef de l’aéronautique navale. Promu contre-amiral en 1928, il commande le secteur maritime de Toulon et deux ans plus tard devient commandant en chef de la 2e escadre basée à Brest. Vice-amiral en 1932, il est préfet maritime de la 4e région maritime à Bizerte. En 1936, Laborde est commandant en chef de l’escadre de l'Atlantique puis membre du Conseil supérieur de la Marine de 1937 à 1939. Amiral en 1938, après avoir obtenu sa 5e étoile, il devient inspecteur général des forces maritimes, ainsi que membre de plusieurs commissions navales sous la Troisième République.

### Seconde Guerre mondiale
En 1939-1940, Laborde commande les Forces de haute mer de la marine nationale basées à Brest et exerce la fonction d'« Amiral Ouest », sa marque de commandement hissée sur le cuirassé Strasbourg.
Après la défaite française de mai-juin 1940 et la création du régime de Vichy, l'amiral de Laborde soutient le nouveau régime et est nommé chef des Forces de haute mer (FHM) nouvellement créées, par Pétain, qui comptait sur l'antipathie de Laborde à l'égard de l'amiral Darlan pour pouvoir plus facilement avoir la mainmise sur la Marine.
Anglophobe assumé et encore plus hostile aux Britanniques après l'attaque de Mers el-Kébir (juillet 1940) ainsi qu'au général de Gaulle, Laborde élabore le projet de reprendre le Tchad, passé sous contrôle de la France libre.
Quand les Alliés envahissent les colonies françaises d'Afrique du Nord lors de l'opération Torch le 8 novembre 1942, L'amiral de Laborde suggère que la flotte française attaque les Alliés en représailles, proposition fortement rejetée par le secrétaire d'État à la Marine de Vichy, le contre-amiral Gabriel Auphan.

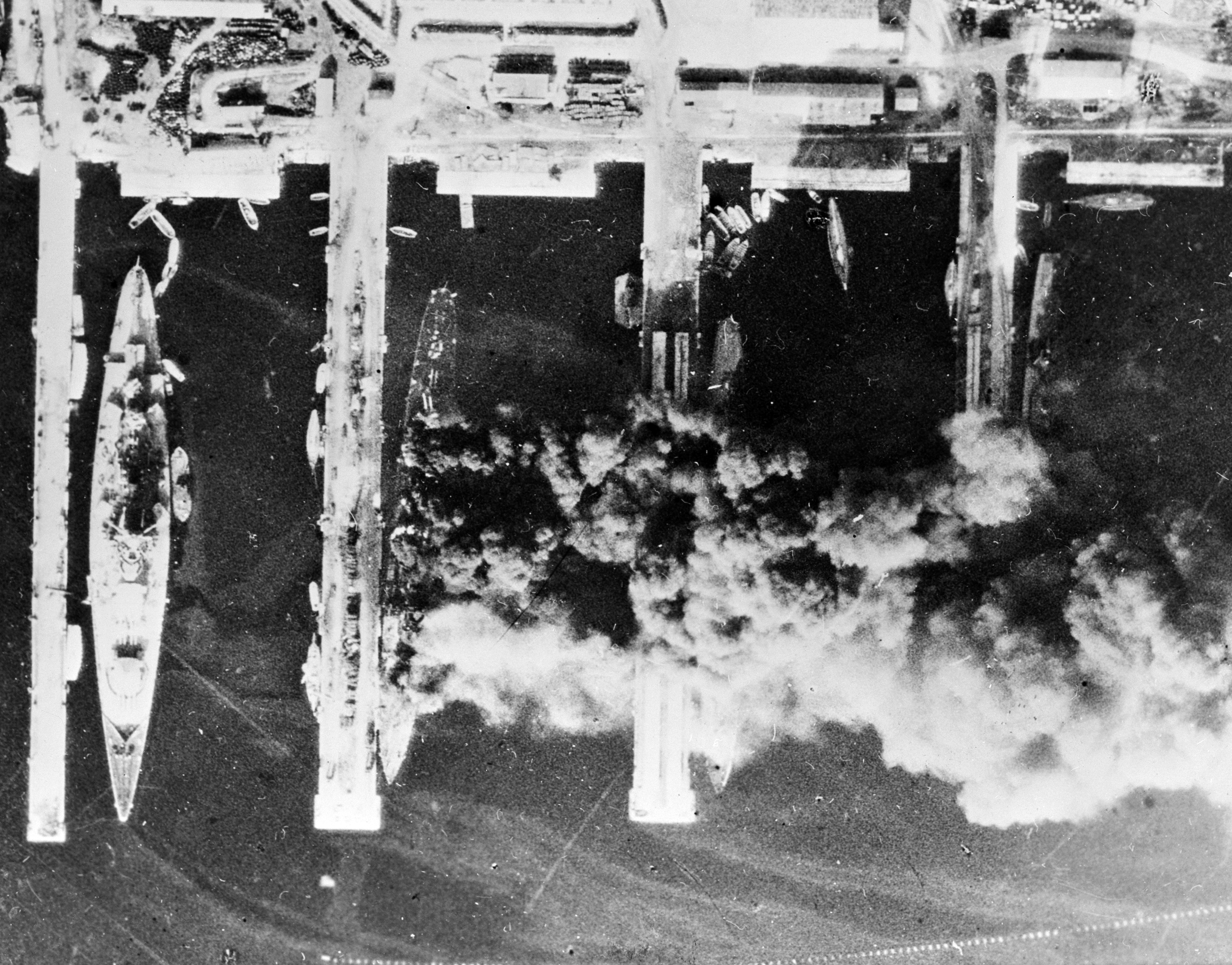
Sabordage de la flotte française à Toulon, 1942.

Trois jours plus tard, le 11 novembre 1942 les troupes allemandes envahissent la zone libre. Laborde réunit dix-neuf officiers supérieurs et leur fait prêter serment sur deux points : ne rien tenter contre les forces de l'Axe et défendre l'entrée de Toulon contre les Anglo-Américains et les Français « dissidents ». Tous obtempèrent, à l'exception du capitaine de vaisseau Louis Pothuau, commandant le Tartu et la 5e division de torpilleurs, qu'il relève de ses fonctions. À terre, le colonel Humbert, commandant la 1/2 brigade de chasseurs alpins d'Hyères, refusera également de prêter serment. Il reçoit en outre de Darlan un message le 11, puis de nouveau le 12, l'invitant à appareiller pour l'Afrique occidentale française et reprendre le combat aux côtés des Alliés. Darlan agissait depuis Alger à titre de « Haut-commissaire pour la France en Afrique, au nom du Maréchal empêché », son nouveau titre auto-proclamé après son ralliement aux Alliés. Laborde n'en tient aucun compte, et applique les consignes du ministre Gabriel Auphan : résister sans effusion de sang, négocier, et seulement en dernier recours saborder la flotte. Lorsque les allemands pénètrent dans l'enceinte militaire de Toulon à l'aube du 27 novembre 1942, Laborde ordonne le sabordage de la flotte française à Toulon selon les dispositions prévues depuis juin 1940 (ironiquement par l'amiral Darlan) pour empêcher les navires de tomber aux mains des Allemands.
Les Forces de haute mer sabordées à Toulon constituaient le quart de la flotte française en service à cette époque, dont 38 unités modernes (mais ayant besoin d'une mise à niveau car non modernisées depuis juin 1940). Même si les Alliés auraient préféré pouvoir compter sur cette force et avaient tenté de la rallier, ils sont soulagés et saluent le sabordage comme un geste héroïque.

### Après-guerre: condamnation, prison et grâce
À la Libération, lors de l’épuration, Laborde fut condamné à mort par la Haute Cour de justice pour trahison et pour avoir empêché le ralliement de la flotte de Toulon aux Alliés. Sa peine fut commuée en emprisonnement à perpétuité. Il sera gracié en septembre 1951 par le président Vincent Auriol après six ans à la prison de Clairvaux.
Celui que dans la marine on surnommait le « comte Jean » meurt  le 30 juillet 1977 à Castillon-la-Bataille en Gironde à l'âge de 98 ans et est inhumé dans le cimetière de Bielle dans les Pyrénées-Atlantiques, là où son aïeul Jean-Joseph de Laborde avait fait construire un château. Son épouse, née Rose Marie Saldo le 27 août 1889, meurt le 21 janvier 1990 dans cette même commune à l'âge de 100 ans.

## Grades
- 8 août 1928 : contre-amiral ;
- 4 octobre 1932 : vice-amiral ;
- 27 septembre 1938 : rang et appellation d'amiral.

## Décorations françaises
- Médaille militaire (22 octobre 1940)
- Grand-croix de la Légion d'honneur (1er janvier 1940) ; chevalier (31 décembre 1912), officier (18 mars 1915), commandeur (27 décembre 1924), grand officier (28 juin 1935)
- Croix de guerre 1914-1918 avec 3 palmes et 1 étoile de vermeil (4 citations dont 3 à l'ordre de l'armée)
- Croix de guerre 1939-1945, palme de bronze (1 citation à l'ordre de l'armée pour 1939-1940)
- Commandeur de l'ordre du Mérite maritime (27 mars 1939) ; officier (11 juillet 1936)
- Médaille commémorative de l'expédition de Chine (1901)
- Médaille commémorative du Maroc (1909) avec agrafe « Casablanca »
- Médaille coloniale avec agrafe « Tonkin »
- Ordre de la Francisque (1942)[6]
- Navy Distinguished Service Medal ( États-Unis)
- Grand-croix de l'ordre du Ouissam alaouite ( Maroc)
- Distinguished Service Cross ( Royaume-Uni)
- Grand-croix de l'ordre du Nichan Iftikhar ( Tunisie)

## Déroulement de carrière
- 1897 : en Chine, premier poste militaire
- octobre 1900 : enseigne de vaisseau, campagne de Chine
- 1908 : en France, lieutenant de vaisseau
- 8 août 1928 – 20 septembre 1928 : en congé
- 1909 : opérations sur les cotes du Maroc
- 1911 : renvoyé en Extrême-Orient sur le Dupleix
- 1911-14 : apprend à piloter et survole Saïgon
- Première Guerre mondiale : conduit une escadrille ; dirige le centre d’aviation maritime de Dunkerque
- 1925 : chef de l’aéronautique navale ; commande le Béarn, premier porte-avions français[1]
- 20 septembre 1928 – 15 octobre 1930 : commandant du secteur maritime de Toulon (contre-amiral)
- 15 octobre 1930 – 19 novembre 1930 : en congé
- 13 septembre 1930 (effectif 19 novembre 1930) – 4 octobre 1932 : commandant en chef de la 2e escadre
- 4 octobre 1932 (effectif 28 novembre 1932) – 18 juin 1936 : commandant en chef et préfet de la 4e région maritime (Bizerte)
- 18 juin 1936 (effectif 1er juillet 1936) – 31 août 1938 : commandant en chef de la 2e escadre puis, le 15 août 1936, escadre de l'Atlantique
- 31 janvier 1937 – 29 novembre 1940 : membre du Conseil supérieur de la Marine
- 18 septembre 1938 – 11 avril 1939 : inspecteur général des forces maritimes
- 11 avril 1939 – 2 septembre 1939 : inspecteur général permanent de l'hydrographie et président de la Commission permanente de contrôle et de révision du règlement d'armement, de la Commission supérieure des naufrages, du Comité hydrographique et vice-président de la Commission des phares
- 27 août 1939 – 20 août 1940 : commandant en chef des Forces maritimes de l'Ouest « Amiral Ouest »
- 20 août 1940 – 25 septembre 1940 : en résidence
- 25 septembre 1940 : placé dans la section de réserve et réactivé
- 25 septembre 1940 – 1er janvier 1943 : commandant en chef des forces de haute-mer (armée de Vichy)
- 1er janvier 1943 – 1er avril 1943 : en permission
- 1er avril 1943 : Placé dans la 2e section des officiers généraux.

## Poursuites
- 22 mai 1945 : il est révoqué sans droit à pension à compter du 9 septembre 1944
- 28 mars 1947 : il est condamné à la peine de mort, à l' indignité nationale à vie et à la confiscation de ses biens. Sa peine de mort est commuée en 15 ans de détention à compter de l'incarcération de fait
- 17 avril 1947 : il est rayé des matricules de la Légion d'honneur et de la Médaille militaire à compter du 28 mars 1947
- 1er juillet 1949 : il est amnistié en ce qui concerne l'arrêt du 28 mars 1947
- 14 décembre 1949 : annulation par le Conseil d'État de sa révocation sans droit à pension
- 25 avril 1950 : Placé de nouveau en 2e section, à compter du 28 mars 1947